# Boadella i les Escaules
Boadella i les Escaules est une commune d'Espagne dans la communauté autonome de Catalogne, province de Gérone, de la comarque d'Alt Empordà

## Lieux et monuments
- Château de Boadella ;
- Château des Escaules.